# Alfabet typtologiczny
Alfabet typtologiczny – system znaków używany w kręgach spirytystycznych do uprawiania typtologii (komunikowania się między człowiekiem a rzekomym duchem poprzez puknięcia). Przypisywał umownie określone (umówione między uczestnikami seansu a duchem) znaczenie zestawom uderzeń, np. jedno uderzenie znaczyło "nie", dwa uderzenia znaczyły "tak", trzy uderzenia znaczyły "dyktować alfabet". Przy wolnym dyktowaniu alfabetu, istota duchowa wybierała litery (poprzez puknięcie), z których powstawały wyrazy, a z nich całe zdania.